# Cuisine abracadabrante
Cuisine abracadabrante è un cortometraggio muto del 1908 scritto e diretto da Segundo de Chomón, prodotto dalla Pathé Frères.

## Trama
Magie all'interno di una cucina: cuochi e camerieri si trasformano in coltelli, forchette e cucchiai giganti dando inizio ad una danza bizzarra e surreale.